# Équipe du Vietnam de football
Maillots
Actualités
L'équipe du Viêt Nam de football est une sélection des meilleurs joueurs vietnamiens sous l'égide de la Fédération du Viêt Nam de football.

## Histoire

### Avant le Viêt Nam unifié
Lorsque le Viêt Nam fut séparé en deux entités distinctes, deux équipes nationales virent le jour : celle du Nord et celle du Sud. Entre 1956 et 1966, l'équipe du Nord ne disputa quasiment que des matchs contre des pays communistes tandis que l'équipe du Sud prit part aux deux premières coupes d'Asie des nations. Le Sud-Viêt Nam disputa son dernier match en 1975 mais l'équipe réunifiée ne commença à jouer qu'en 1991.

### Les débuts du Viêt Nam actuel
La Fédération du Viêt Nam de football (Liên Đoàn Bóng Đá Việt Nam) est fondée en 1962. Elle est affiliée à la FIFA et de l'AFC depuis 1964. Le premier match officiel de l’équipe du Viêt Nam de football (Đội tuyển bóng đá quốc gia Việt Nam) fut joué à l’extérieur, le 26 novembre 1991, contre les Philippines, match qui se solda par un score de 2 buts partout.

### De 1991 à 1998
Pour la Coupe du monde de football 1994, l’équipe du Viêt Nam est battue au 1er tour des qualifications par la Corée du Nord, Singapour, l’Indonésie et le Qatar. Pour la Coupe du monde de 1998, elle est battue au 1er tour des éliminatoires par la Chine, le Tadjikistan et le Turkménistan. Une des plus larges défaites du Viêt Nam fut enregistrée à Kuala Lumpur (Malaisie), contre le Zimbabwe, le 26 février 1997, qui se solda par un score de 6 buts à 0 pour les Zimbabwéens. L’équipe du Viêt Nam fut finaliste du Championnat d'Asie du Sud-Est de football qu'elle organisa en 1998, battue par Singapour 1-0.

### De 1998 à 2007
La plus large victoire du Viêt Nam fut enregistrée à Hô Chi Minh-Ville, le 23 janvier 2000, contre le Guam, qui se solda par un score sans appel de 11 buts à 0, dans le cadre des éliminatoires de la Coupe d'Asie des nations de football 2000. Pour la Coupe du monde de football 2002, l’équipe du Viêt Nam est battue au 1er tour par l’Arabie saoudite, devant le Bangladesh et la Mongolie. Une des plus larges défaites de l’équipe du Viêt Nam fut enregistrée à Incheon (Corée du Sud), le 29 septembre 2003, contre Oman, qui se solda par un score de 6 buts à 0, à l'occasion des qualifications pour la Coupe d'Asie des nations 2004. Mais lors de ces éliminatoires, malgré sa non-qualification pour la phase finale du tournoi continental, le Viêt Nam réalisa un des plus grands exploits de son histoire en battant la Corée du Sud, demi-finaliste sortant du Mondial 2002, sur le score de 1-0 le 19 octobre 2003 à Mascate (Oman). Pour la Coupe du monde de football 2006, elle est battue au 1er tour par la Corée du Sud et le Liban tout en étant devant les Maldives.

### La Coupe d’Asie 2007: la surprise vietnamienne
Coorganisateur de la Coupe d'Asie des nations de football 2007, le Viêt Nam crée la sensation en accédant aux quarts de finale derrière le Japon, tenant du titre. Cela représente la plus grande performance footballistique de l'équipe du Viêt Nam depuis sa réunification. Au 1er tour, l’équipe du Viêt Nam bat les Émirats arabes unis (2-0, buts de Lê Công Vinh et de Huynh Quang Thanh), fait match nul contre le Qatar (1-1, but de Binh Tanh) et perd contre le Japon (1-4, but de Keita Suzuki (csc)). Le Viêt Nam termina deuxième du groupe. Mais l’équipe est battue en quarts par le futur vainqueur de la compétition, l’Irak (0-2).

### AFF Suzuki Cup 2008: le sacre vietnamien
Lors de l'AFF Suzuki Cup 2008, les Vietnamiens perdent leur premier match 2-0 contre la Thaïlande mais lors du second, ils gagnent contre la Malaisie, un match très serré avec un but gag vers la fin du match. Le buteur de la Malaisie est Indra Putra Mahayuddin et ceux du Viêt Nam sont Pham Thanh Luong et Nguyen Vu Phong (3-2). Lors du dernier match contre le Laos, les Vietnamiens l'emportent 4-0 (buts de Nguyen Viet Thang, Pham Thanh Luong, Huynh Quang Thanh et Phan Thanh Binh). Lors de la demi-finale aller, ils font match nul contre Singapour (0-0) malgré leur domination du match (près de 20 tirs dont 12 tirs cadrés). Lors de la demi-finale retour, le Viêt Nam bat Singapour sur le score de 1-0. Désormais confiant, le Viêt Nam crée la surprise en battant la Thaïlande lors de la finale aller à Bangkok sur le score de 2-1 grâce au but de Vu Phông et de Công Vinh. Le 28 décembre est le jour du sacre pour le Viêt Nam. En effet, après avoir été mené d'un but pendant 92 minutes lors de la finale retour à Hô Chi Minh-Ville par les Thaïlandais, Cong Vinh égalise à la 93e minute et offre la Coupe d'Asie du Sud Est au Viêt Nam. C'est la première fois que celui-ci remporte ce titre depuis que le pays est réunifié. Công Vinh est élu "homme du match".

### Difficultés pour confirmer (2008-2017)
Après ses bonnes prestations à la Coupe d'Asie 2007 et à l'AFF Suzuki Cup 2008, on s’attend à ce que le Viêt Nam confirme, mais c’est l’inverse qui se produit car lors des éliminatoires de la Coupe du monde de football 2010, il est battu au 1er tour par les Émirats arabes unis (0-1 ; 0-5). Le Viêt Nam est par ailleurs sorti en demi-finale de l'AFF Suzuki Cup 2010 par la Malaisie (défaite 0-2 à l'extérieur à l'aller, 0-0 au retour à domicile).
Pour les éliminatoires de la Coupe d’Asie 2011, l’équipe du Viêt Nam est tête de série (à la suite de son bon parcours en 2007) et tombe dans le groupe de la Chine, de la Syrie et du Liban, elle finit troisième et n'accède donc pas à la phase finale.
En 2012, le Viêt Nam est sorti au premier tour de l'AFF Suzuki Cup sans remporter le moindre match (défaites contre la Thaïlande et les Philippines, match nul contre la Birmanie). En 2014, il se hisse en demi-finale et s'écroule de manière invraisemblable face à la Malaisie au match retour à domicile (2-4 en ayant encaissé les 4 buts dès la 1re mi-temps) alors qu'il s'était imposé à l'extérieur (2-1) au match aller et ne parvient pas à prendre sa revanche face à cette même équipe qui lui avait barré la route de la finale en 2010. Il récidive lors de l'édition 2016, mais cette fois il échoue aux portes de la finale face à l'Indonésie en prolongations du match retour disputé à domicile (2-2, les deux équipes s'étant chacune imposé 2-1 au cours du temps règlementaire). À la suite de cette énième élimination en demi-finale, le buteur phare et recordman du nombre de sélections avec l'équipe nationale, Lê Công Vinh, décide de prendre sa retraite internationale, devant l'incapacité de son équipe à rallier la finale d'un championnat de l'ASEAN depuis le sacre de 2008,. Une page importante de l'histoire du football vietnamien se tourne, désormais orphelin de son attaquant fétiche.
Le Vietnam ne parvient ni à se qualifier pour la Coupe du Monde 2014 (élimination au 2e tour des éliminatoires face au Qatar, la victoire 2-1 à domicile lors du match retour n'ayant pas suffi à compenser la défaite 0-3 à l'extérieur) ni pour la Coupe d'Asie 2015 (devancée par les Émirats arabes unis et l'Ouzbékistan qui se sont qualifiés, ainsi que par Hong Kong, le Vietnam n'ayant obtenu qu'un seul succès - 3-1 à domicile contre Hong Kong - pour 5 revers).
Pour les éliminatoires au Mondial 2018, le Vietnam se retrouve dans le groupe F en compagnie de l'Irak, de la Thaïlande et de Taïwan (l'Indonésie qui aurait aussi dû y figurer étant disqualifiée et exclue de la compétition). Malgré un tirage au sort relativement abordable, il échoue à parvenir au dernier tour qualificatif en terminant 3e de son groupe, juste devant Taïwan. Le Vietnam n'a en effet remporté que 2 rencontres, toutes 2 face à Taïwan ; pour un nul frustrant à domicile (1-1) face à l'Irak où la sélection du Mékong qui menait 1-0 durant la majeure partie de la rencontre s'est faite rejoindre au score au bout du temps additionnel de la partie (97e minute) sur un penalty consécutif à une faute de main évitable ; tandis que les guerriers de l'étoile d'or ont subi 3 défaites dont deux encaissées à l'extérieur comme à domicile par la Thaïlande, leur véritable bête noire contre lequel ils ne se sont imposés que deux fois en 22 confrontations (pour 5 matchs nuls et 14 défaites) ; et une lors du match retour face à l'Irak.
Le Vietnam de temps à autre réussit quelques exploits remarquables en match amical (victoires à domicile contre la Corée du Nord et la Syrie en 2016, sur la pelouse du Qatar en 2013 et du Koweït en 2009, courte défaite au Japon en 2011) mais peine à reproduire ce genre de performances en match à enjeu. Le pays a longtemps eu du mal à s'imposer sur la scène régionale, puisqu'il n'avait avant l'édition 2018 (en) remporté qu'une seule fois le championnat de l'ASEAN, 10 ans plus tôt en 2008, contre 5 fois pour la Thaïlande et 4 fois pour Singapour, les deux principaux poids lourds du sud-est asiatique. À ce jour, seule l'équipe espoirs a réussi à se qualifier pour une phase finale d'une Coupe du monde, en l'occurrence la Coupe du monde des -20 ans 2017 organisée en Corée du Sud.

### L'ère Park Hang-seo (2017-2023)
Après l'échec des qualifications pour le Mondial russe, le Vietnam participe au 3e tour qualificatif pour la Coupe d'Asie des nations 2019 (en) et bénéficie d'un tirage au sort favorable, puisqu'il se retrouve dans le groupe C (en), avec la Jordanie, l'Afghanistan et le Cambodge. Les Vietnamiens se voient ainsi offrir une occasion en or de se qualifier pour la première fois de leur histoire à une Coupe d'Asie des nations par le biais des éliminatoires (le Vietnam était un des pays coorganisateurs de l'édition 2007).
Le Vietnam commence cette phase qualificative par deux matchs nuls, à l'extérieur contre l'Afghanistan (1-1) et à domicile contre la Jordanie (0-0), avant de battre le Cambodge à l'aller (2-1 à l'extérieur) comme au retour (5-0 à domicile). Avec 8 points au compteur au bout de quatre journées, le Vietnam compte cinq longueurs d'avance sur son voisin cambodgien et six sur l'Afghanistan et a l'occasion de valider sa qualification pour la Coupe d'Asie 2019 dès le prochain match, à domicile contre l'Afghanistan, en cas de victoire ou de match nul. Un adversaire qui se trouve à la dernière place du groupe et qui affiche un bilan famélique à l'extérieur (défaites 0-1 au Cambodge et 1-4 en Jordanie), contrastant avec sa pugnacité à domicile (1-1 contre le Vietnam, 3-3 contre la Jordanie).
Le 14 novembre 2017, le Vietnam concède un match nul décevant à domicile contre l'Afghanistan (0-0), mais qui suffit néanmoins à le qualifier pour la Coupe d'Asie 2019. Une qualification qui conclut une année 2017 prometteuse pour le football vietnamien, avec la participation de l'équipe espoirs à la Coupe du monde des -20 ans 2017 au mois de mai.
En janvier 2018, l'équipe vietnamienne des moins de 23 ans (en) créé la sensation lors de la Coupe d'Asie U23 (en) organisée en Chine, en atteignant la finale de la compétition, où elle s'incline en prolongations face à l'Ouzbékistan (1-2). Ce parcours inattendu a déclenché une euphorie nationale, des scènes de liesse étaient ainsi observables à travers l'ensemble du Viêt Nam,.
Le Vietnam remporte l'édition 2018 (en) du Championnat d'Asie du Sud-Est de football, dix ans après son dernier sacre, en l'emportant en finale face à la Malaisie (2-2 à l'extérieur à l'aller ; victoire 1-0 à domicile au retour, grâce à une réalisation de Nguyễn Anh Đức à la 6e minute). Alors qu'elle est invaincue depuis décembre 2016,, l'équipe vietnamienne subit pour son entrée en lice en Coupe d'Asie 2019 une défaite frustrante contre l'Irak (2-3), encaissant le troisième but irakien sur coup franc à la 90e minute, dans un match à rebondissements où elle aura fait preuve de justesse en contre-attaque et mené deux fois au score, mais aura payé cher ses errements défensifs, responsables des deux premiers buts irakiens. Lors du second match, le Vietnam ne démérite pas mais s'incline contre l'Iran (0-2), le favori du groupe, sur un doublé de Sardar Azmoun. Dans l'obligation de l'emporter face au Yémen, l'adversaire le plus abordable du groupe, pour espérer figurer parmi les quatre meilleurs troisièmes, le Vietnam s'impose 2-0 mais doit attendre les résultats des groupes E et F pour savoir si elle pourra aller en huitièmes, alors qu'un troisième but contre les Yéménites lui aurait garanti une place au tour suivant. Au lendemain de sa victoire sur le Yémen, le Vietnam se retrouve à égalité parfaite avec le Liban, victorieux de son côté de la Corée du Nord (4-1) dans le groupe E (même nombre de points, même différence de buts ainsi que de buts marqués et encaissés). Les deux équipes sont départagées par la règle du fair-play : grâce à deux cartons jaunes reçus de moins que les Cèdres (sept jaunes pour le Liban, cinq pour le Vietnam), les guerriers de l'étoile d'or décrochent de justesse leur place en huitième de finale en tant que quatrième meilleur troisième. Les hommes de Park Hang-seo retrouvent la Jordanie, une équipe que les guerriers de l'étoile d'or ont affronté à deux reprises lors des éliminatoires pour la Coupe d'Asie 2019 (en) pour deux matchs nuls (0-0 à domicile, 1-1 à l'extérieur). Néanmoins la Jordanie a fait forte impression lors du premier tour, en terminant leader du groupe B devant le tenant du titre australien qu'elle a battu lors du premier match (1-0) et en concluant la phase de poules avec aucun but encaissé, elle part donc avec la faveur des pronostics et plus de certitudes (davantage d'expérience des phases à élimination directe que les Vietnamiens, meilleure dynamique). Contre toute attente, le Vietnam domine globalement la rencontre en développant un jeu plus offensif que leurs adversaires; en obtenant davantage de tirs cadrés, de corners et en conservant plus souvent le ballon que leurs homologues jordaniens. Bien que les Al-Nashama ouvrent le score à la 39e minute de jeu grâce à une réalisation de Baha' Abdel-Rahman (en), Nguyễn Công Phượng réplique pour le Vietnam en début de deuxième période (51e minute), permettant au Vietnam de devenir la première équipe du tournoi à inscrire un but contre leurs adversaires (1-1). Le score n'évolue pas en prolongations et les guerriers de l'étoile d'or réalisent un exploit en éliminant la Jordanie aux tirs au but (4 t.a.b. à 2) grâce notamment à un arrêt crucial du gardien Đặng Văn Lâm sur la tentative d'Ahmed Samir (en). Cette performance a valu à la sélection de recevoir des félicitations et des récompenses financières du gouvernement vietnamien. Opposé en quart de finale au Japon, quadruple vainqueur de l'épreuve et huitième de finaliste lors de la Coupe du Monde 2018, le Vietnam oppose une farouche résistance et est éliminé sur la plus petite des marges, sur un penalty obtenu puis transformé par Ritsu Doan à la 57e minute de jeu (0-1) après consultation de la VAR, une première dans le cadre d'une phase finale de Coupe d'Asie des nations.
Le Vietnam réalise ensuite une campagne qualificative pour le Mondial 2022 historique, qui voit les protégés de Park Hang-seo réussir à rallier pour la première fois de leur histoire le dernier tour qualificatif des éliminatoires d'une Coupe du monde. Placé dans le groupe G lors du 2e tour qualificatif pour la Coupe du monde 2022 avec les Émirats arabes unis, la Thaïlande, la Malaisie et l'Indonésie ; le Vietnam parvient à terminer parmi les 5 meilleurs 2e grâce à un bilan de 5 victoires (dont une sur le score de 1-0 à domicile contre les Émirats arabes unis le 14 novembre 2019, un adversaire qu'il n'avait plus battu depuis la Coupe d'Asie 2007 co-organisée), 2 matchs nuls (0-0 à l'aller comme au retour contre la Thaïlande, sa bête noire historique en Asie du Sud-Est) et une seule défaite, lors de la dernière journée sur la pelouse des Émirats arabes unis (2-3), une rencontre au cours de laquelle les Vietnamiens ont réduit tardivement le score après avoir été mené 3-0 dès la 50e minute de jeu. Ce bilan permet également au Vietnam d'être qualifié pour la Coupe d'Asie 2023, une 3e qualification à une phase finale continentale depuis la réunification du pays.
Le Viêt Nam devient ainsi la 2e équipe d'Asie du Sud-Est à atteindre le dernier tour qualificatif d'une phase finale de Coupe du monde après la Thaïlande. Lors de ce dernier tour qualificatif, la sélection du Mékong, inexpérimentée à un tel niveau de la compétition et qui a hérité d'un groupe très relevé avec la présence d'adversaires tels que le Japon, l'Arabie saoudite et l'Australie (tous trois présents à la dernière Coupe du monde en Russie), perd sans surprise ses 7 premières rencontres et ne parvient pas à se qualifier pour la Coupe du monde 2022. Cependant, les guerriers de l'étoile d'or enregistrent le 1er février 2022 une victoire historique, à deux journées du terme des éliminatoires, en disposant à domicile de la Chine (3-1), une victoire symbolique à plusieurs égards : il s'agit des premiers points récoltés par les hommes de Park Hang-seo lors de ce dernier tour, de la première victoire vietnamienne contre son voisin et ennemi (le Vietnam avait systématiquement perdu lors des précédentes confrontations contre les Chinois et les deux pays entretiennent une longue histoire conflictuelle), ainsi que d'un premier succès enregistré par une équipe du sud-est asiatique lors d'un dernier tour qualificatif de Coupe du monde. Le Viêt Nam achève cette campagne qualificative à la dernière place de son groupe mais avec les honneurs, grâce à un match nul de prestige sur la pelouse du Japon, déjà assuré de la qualification au coup d'envoi (1-1 en ayant mené au score à la mi-temps).

### Les années post-Park Hang-seo et les luttes (2023-2025)

#### L'ère Philippe Troussier (2023-2024)
Le 16 février 2023, la VFF a annoncé que le Français Philippe Troussier, qui a mené l'Afrique du Sud et le Japon aux Coupes du monde de la FIFA 1998 et 2002, avait été nommé entraîneur de l'équipe nationale du Vietnam et des moins de 23 ans. Troussier a été officiellement présenté le 27 février 2023, ce qui fait de lui le premier entraîneur du profil de la Coupe du monde à diriger le pays. Troussier a signé un contrat qui durera jusqu'au 31 juillet 2026, avec un objectif ambitieux d'amener le Vietnam à la prochaine Coupe du monde de la FIFA en 2026, où le plus grand tournoi de football international masculin prévoit d'augmenter le nombre d'équipes participantes de 32 à 48,. Le Vietnam n'a jamais participé à la Coupe du monde et les étapes les plus élevées n'ont été que jusqu'au troisième tour de qualification de l'AFC précédemment sous Park Hang-seo. Il est également le premier entraîneur de confession musulmane d'une équipe vietnamienne, s'étant converti à l'islam et ayant pris le nom de Philippe Omar Troussier,.
Avant de faire ses débuts avec l'équipe nationale, Philipe Troussier avait dirigé l'équipe olympique vietnamienne lors des Jeux d'Asie du Sud-Est de 2023 à Phnom Penh, au Cambodge, où le Viêt Nam avait terminé avec une médaille de bronze,.
Le Vietnam a entamé ses qualifications pour la Coupe du Monde de la FIFA 2026 au deuxième tour de l'AFC, dans un groupe composé de l'Irak, des Philippines et de l'Indonésie. Troussier a déclaré lors d'une conférence de presse qu'il souhaitait appeler plus de joueurs vietnamiens étrangers dans les équipes nationales pour renforcer l'équipe pour les qualifications. Plus tard, les Tchèques Andrej Nguyen et Filip Nguyen ont été les premiers joueurs étrangers à être appelés par Troussier. En juin 2023, Troussier a fait ses débuts avec l'équipe nationale vietnamienne avec deux victoires en match amical contre Hong Kong et la Syrie. Après une série de six matchs amicaux du 15 juin au 17 octobre 2023 pour préparer les éliminatoires de la Coupe du monde, le Viêt Nam a terminé avec trois victoires et trois défaites, y compris la défaite 0-6 contre la Corée du Sud qui a été l'une des plus grandes défaites dans l'histoire du football vietnamien, ainsi que des défaites contre la Chine et l'Ouzbékistan.
Le 16 novembre 2023, le Vietnam entame sa campagne de qualification pour la Coupe du monde 2026 par une victoire 2-0 à l'extérieur contre les Philippines. Quelques jours plus tard, le Vietnam subit une défaite 0-1 contre l'Irak à domicile, encaissant un but à la dernière minute du match. Les deux premiers matchs de qualification voient Troussier renouveler l'équipe de départ avec plusieurs jeunes joueurs tels que Phan Tuấn Tài, Võ Minh Trọng ou Nguyễn Thái Sơn.
Le Vietnam s'est qualifié pour la Coupe d'Asie 2023, et a été regroupé avec le Japon, l'Irak et l'Indonésie dans le groupe D. À l'aube du tournoi, l'équipe est partie avec de nombreux doutes en raison de l'absence de joueurs clés comme Đặng Văn Lâm, Đoàn Văn Hậu, Quế Ngọc Hải ou Nguyễn Tiến Linh en raison de blessures. Les guerriers de l'étoile d'or ont alors dû composer avec un effectif talentueux mais inexpérimenté, dont la moyenne d'âge est de 25 ans. De nouveaux coups durs s'ajoutent alors avec le forfait de Nguyễn Hoàng Đức, ballon d'or vietnamien 2021, qui ne parvient pas non plus à se remettre de sa blessure.
Le Vietnam s'est présenté au tournoi avec une équipe composée principalement de joueurs ayant peu d'expérience dans les compétitions internationales. L'équipe a réalisé une performance positive lors du match d'ouverture, s'inclinant 2-4 contre le prétendant au titre, le Japon, et menant 2-1 peu après la demi-heure de jeu. Cependant, le Vietnam s'est ensuite incliné 0-1 face à son concurrent direct, l'Indonésie, et a été rapidement éliminé de la phase de groupe, marquant ainsi sa première défaite face à l'Indonésie depuis 7 ans,. Lors du dernier match de la phase de groupe contre l'Irak, le Vietnam a connu un bon départ en menant 1-0 en fin de première mi-temps, mais l'équipe est rapidement tombée dans une position désavantageuse après l'expulsion de Khuất Văn Khang. L'Irak a rapidement mené 2-1 avant que Nguyễn Quang Hải n'égalise à la 89e minute. Dans la dernière minute du match, l'Irak a bénéficié d'un penalty et l'a transformé, mettant fin au match par un 2-3 pour le Viêt Nam, qui a dû quitter le tournoi avec 0 point.
Lors de la suite des qualifications pour la Coupe du Monde de la FIFA 2026, le Vietnam a subi de nouvelles pertes, en s'inclinant à nouveau face à l'Indonésie les 21 et 26 mars sur un score cumulé de 0-4, le match retour s'étant soldé par une défaite 0-3, la première défaite face à l'Indonésie à domicile depuis 20 ans. À la suite de ces défaites, la VFF a immédiatement mis fin au contrat de Troussier par consentement mutuel. Sous Troussier, le Viêt Nam n'a remporté que 4 matches sur 14 et a subi 7 défaites consécutives.

### L'ère Kim Sang-shik (2024-présent)
N'ayant pas réussi à se qualifier pour la Coupe du monde et n'ayant que la Coupe d'Asie de l'AFC 2027 comme objectif principal, Kim Sang-shik a été annoncé comme le remplaçant de Troussier le 3 mai 2024. Un mois plus tard, le 6 juin, Kim a fait ses débuts en tant qu'entraîneur du Vietnam lors du cinquième match du groupe F du deuxième tour des éliminatoires de la Coupe du monde, face aux Philippines, pays d'Asie du Sud-Est, et a mené le Vietnam à une victoire 3-2, mettant ainsi fin à sa série de défaites. En raison de la victoire 2-0 de l'Indonésie sur les Philippines, ils ont terminé troisièmes du groupe, manquant ainsi le troisième tour des éliminatoires de la Coupe du monde de l'AFC avec une place directe pour la Coupe d'Asie 2027, et ont participé aux éliminatoires finales de la Coupe d'Asie à la place. Ils ont ensuite perdu le dernier match contre le leader du groupe, l'Irak,.

#### Championnat de l'ANASE 2024
Le Vietnam a été placé dans le groupe B avec l'Indonésie, les Philippines, le Myanmar et le Laos. L'équipe nationale de football du Viêt Nam a réalisé une performance exceptionnelle lors du championnat de l'ANASE 2024, démontrant son talent et son dévouement tout au long de la compétition. Elle a commencé sa campagne en phase de groupe par une victoire 4-1 sur le Laos. L'équipe a ensuite remporté une victoire tardive 1-0 contre l'Indonésie, un match nul 1-1 contre les Philippines, et a terminé la phase par une victoire dominante 5-0 contre le Myanmar. L'équipe a terminé la phase de groupes avec un excellent bilan de trois victoires et un match nul, ce qui lui a permis de prendre la tête du Groupe B avec 10 points. Cette performance a également permis à l'équipe de faire un bond dans le classement FIFA, passant de la 116e à la 114e place.
En demi-finale, le Vietnam a rencontré Singapour dans un match aller-retour. Le match aller s'est soldé par une victoire 2-0 du Viêt Nam, avec des buts de Nguyễn Tiến Linh et Nguyễn Xuân Son. Le match retour s'est terminé sur un score de 3-1 pour le Viêt Nam, qui a ainsi gagné le droit de jouer la finale avec un score total de 5-1 après deux matches contre Singapour. En finale, le Viêt Nam a rencontré la Thaïlande dans un match aller-retour. Le match aller s'est soldé par une victoire 2-1 du Viêt Nam, avec deux buts de Nguyễn Xuân Son. Le match retour s'est terminé par une victoire spectaculaire du Viêt Nam (3-2), battant la Thaïlande sur un score total de 5-3 après deux matches. Le Viêt Nam a remporté le championnat de l'ANASE pour la troisième fois après plus de six ans d'attente.

## Effectif actuel
Nombre de sélections et de buts mis à jour après le match contre la Malaisie le 10 juin 2025.

## Palmarès

### Classement FIFA
| Année              | 1993 | 1994 | 1995 | 1996 | 1997 | 1998 | 1999 | 2000 | 2001 | 2002 | 2003 | 2004 | 2005 | 2006 | 2007 |
| ------------------ | ---- | ---- | ---- | ---- | ---- | ---- | ---- | ---- | ---- | ---- | ---- | ---- | ---- | ---- | ---- |
| Classement mondial | 135  | 151  | 122  | 99   | 104  | 98   | 102  | 99   | 105  | 108  | 98   | 103  | 120  | 172  | 142  |

| Année              | 2008 | 2009 | 2010 | 2011 | 2012 | 2013 | 2014 | 2015 | 2016 | 2017 | 2018 | 2019 | 2020 | 2021 | 2022 |
| ------------------ | ---- | ---- | ---- | ---- | ---- | ---- | ---- | ---- | ---- | ---- | ---- | ---- | ---- | ---- | ---- |
| Classement mondial | 155  | 123  | 137  | 99   | 131  | 144  | 137  | 147  | 134  | 112  | 100  | 97   | 93   | 98   | 96   |

| Année              | 2023 | 2024 | 2025 | 2026 | 2027 | 2028 | 2029 | 2030 | 2031 | 2032 | 2033 | 2034 | 2035 | 2036 | 2037 |
| ------------------ | ---- | ---- | ---- | ---- | ---- | ---- | ---- | ---- | ---- | ---- | ---- | ---- | ---- | ---- | ---- |
| Classement mondial | 94   | 114  | ?    | ?    | ?    | ?    | ?    | ?    | ?    | ?    | ?    | ?    | ?    | ?    | ?    |

### Parcours enCoupe du monde
| Année | Position                                  |      | Année             | Position |                   | Année | Position |
| 1930  | Membre du Nord-Viêt Nam et du Sud-Vietnam | 1974 | Non inscrite      | 2010     | Tour préliminaire |       |          |
| 1934  | Membre du Nord-Viêt Nam et du Sud-Vietnam | 1978 | Non inscrite      | 2014     | Tour préliminaire |       |          |
| 1938  | Membre du Nord-Viêt Nam et du Sud-Vietnam | 1982 | Non inscrite      | 2018     | Tour préliminaire |       |          |
| 1950  | Membre du Nord-Viêt Nam et du Sud-Vietnam | 1986 | Non inscrite      | 2022     | Tour préliminaire |       |          |
| 1954  | Membre du Nord-Viêt Nam et du Sud-Vietnam | 1990 | Non inscrite      | 2026     | Tour préliminaire |       |          |
| 1958  | Membre du Nord-Viêt Nam et du Sud-Vietnam | 1994 | Tour préliminaire | 2030     | À venir           |       |          |
| 1962  | Membre du Nord-Viêt Nam et du Sud-Vietnam | 1998 | Tour préliminaire | 2034     | À venir           |       |          |
| 1966  | Non inscrite                              | 2002 | Tour préliminaire |          |                   |       |          |
| 1970  | Non inscrite                              | 2006 | Tour préliminaire |          |                   |       |          |

### Parcours enCoupe d'Asie
| Année | Position                                  |      | Année             | Position |                        | Année | Position |
| 1956  | Membre du Nord-Viêt Nam et du Sud-Vietnam | 1984 | Non inscrite      | 2011     | Tour préliminaire      |       |          |
| 1960  | Membre du Nord-Viêt Nam et du Sud-Vietnam | 1988 | Non inscrite      | 2015     | Tour préliminaire      |       |          |
| 1964  | Membre du Nord-Viêt Nam et du Sud-Vietnam | 1992 | Non inscrite      | 2019     | Quart de finale        |       |          |
| 1968  | Non inscrite                              | 1996 | Tour préliminaire | 2023     | 1er tour               |       |          |
| 1972  | Non inscrite                              | 2000 | Tour préliminaire | 2027     | Éliminatoires en cours |       |          |
| 1976  | Non inscrite                              | 2004 | Tour préliminaire |          |                        |       |          |
| 1980  | Non inscrite                              | 2007 | Quart de finale   |          |                        |       |          |

### Parcours en Coupe d'Asie du Sud-Est
- 1996 : e place
- 1998 :  Finaliste
- 2000 : 4e place
- 2002 : e place
- 2004 : 1er tour
- 2007 : Demi-finaliste
- 2008 :  Vainqueur
- 2010 : Demi-finaliste
- 2012 : 1er tour
- 2014 : Demi-finaliste
- 2016 : Demi-finaliste
- 2018 :  Vainqueur
- 2021 : Demi-finaliste
- 2022 :  Finaliste
- 2024 :  Vainqueur

## Les adversaires du Viêt Nam de 1991 à aujourd'hui
| Pays                | J  | G  | N  | P  | Bp | Bc | Diff | Premier match                        | Dernier match                         |
| ------------------- | -- | -- | -- | -- | -- | -- | ---- | ------------------------------------ | ------------------------------------- |
| Afghanistan         | 3  | 1  | 2  | 0  | 3  | 1  | 2    | 28/03/2017 (1-1) à Douchanbé         | 01/06/2022 (2-0) à Hô Chi Minh-Ville  |
| Albanie             | 1  | 0  | 0  | 1  | 0  | 5  | -5   | 12/02/2003 (0-5) à Bastia Umbra      |                                       |
| Arabie saoudite     | 4  | 0  | 0  | 4  | 1  | 13 | -12  | 12/02/2001 (0-5) à Dammam            | 16/11/2021 (0-1) à Hanoï              |
| Australie           | 2  | 0  | 0  | 2  | 0  | 5  | -5   | 07/09/2021 (0-1) à Hanoï             | 27/01/2022 (0-4) à Melbourne          |
| Bahreïn             | 1  | 1  | 0  | 0  | 5  | 3  | 2    | 30/06/2007 (5-3) à Hanoï             |                                       |
| Bangladesh          | 2  | 1  | 1  | 0  | 4  | 0  | 4    | 08/02/2001 (0-0) à Dammam            | 15/02/2001 (4-0) à Dammam             |
| Birmanie            | 13 | 10 | 2  | 1  | 43 | 10 | 33   | 14/12/1995 (2-1) à Chiang Mai        | 21/12/2024 (5-0) à Việt Trì           |
| Bosnie-Herzégovine  | 1  | 0  | 0  | 1  | 0  | 4  | -4   | 22/02/1997 (0-4) à Kuala Lumpur      |                                       |
| Cambodge            | 11 | 11 | 0  | 0  | 49 | 7  | 42   | 08/12/1995 (4-0) à Lamphun           | 19/03/2025 (2-1) à Thủ Dầu Một        |
| Chine               | 9  | 1  | 0  | 8  | 8  | 26 | -18  | 25/05/1997 (1-3) à Hô Chi Minh-Ville | 10/10/2023 (0-2) à Dalian             |
| Corée du Nord       | 8  | 1  | 4  | 3  | 7  | 10 | -3   | 09/04/1993 (0-3) à Doha              | 25/12/2018 (1-1) à Hanoï              |
| Corée du Sud        | 7  | 1  | 0  | 6  | 2  | 23 | -21  | 11/08/1996 (0-4) à Hô Chi Minh-Ville | 17/10/2023 (0-6) à Suwon              |
| Curaçao             | 1  | 0  | 1  | 0  | 1  | 1  | 0    | 08/06/2019 (1-1) à Buriram           |                                       |
| Émirats arabes unis | 7  | 2  | 0  | 5  | 6  | 16 | -10  | 08/07/2007 (2-0) à Hanoï             | 15/06/2021 (2-3) à Dubaï              |
| Estonie             | 1  | 1  | 0  | 0  | 1  | 0  | 1    | 04/01/1995 (1-0) à Hô Chi Minh-Ville |                                       |
| Guam                | 2  | 2  | 0  | 0  | 20 | 0  | 20   | 07/08/1996 (9-0) à Hô Chi Minh-Ville | 23/01/2000 (11-0) à Hô Chi Minh-Ville |
| Hong Kong           | 7  | 4  | 2  | 1  | 12 | 7  | 5    | 19/11/1998 (1-1) à Hong Kong         | 15/06/2023 (1-0) à Haïphong           |
| Inde                | 4  | 2  | 1  | 1  | 7  | 5  | 2    | 24/08/2004 (2-1) à Hô Chi Minh-Ville | 12/10/2024 (1-1) à Nam Định           |
| Indonésie           | 31 | 9  | 11 | 11 | 35 | 36 | -1   | 28/11/1991 (0-1) à Manille           | 15/12/2024 (1-0) à Việt Trì           |
| Irak                | 7  | 0  | 1  | 6  | 6  | 14 | -8   | 21/07/2007 (0-2) à Bangkok           | 11/06/2024 (1-3) à Bassorah           |
| Iran                | 1  | 0  | 0  | 1  | 0  | 2  | -2   | 12/01/2019 (0-2) à Abou Dabi         |                                       |
| Jamaïque            | 1  | 1  | 0  | 0  | 3  | 0  | 3    | 24/06/2007 (3-0) à Hanoï             |                                       |
| Japon               | 6  | 0  | 1  | 5  | 4  | 12 | -8   | 16/07/2007 (1-4) à Hanoï             | 14/01/2024 (2-4) à Doha               |
| Jordanie            | 4  | 0  | 4  | 0  | 3  | 3  | 0    | 13/06/2017 (0-0) à Hô Chi Minh-Ville | 31/05/2021 (1-1) à Charjah            |
| Kazakhstan          | 1  | 1  | 0  | 0  | 2  | 1  | 1    | 26/12/2006 (2-1) à Bangkok           |                                       |
| Kirghizistan        | 1  | 0  | 0  | 1  | 1  | 2  | -1   | 09/01/2024 (1-2) à Doha              |                                       |
| Koweït              | 2  | 1  | 0  | 1  | 2  | 3  | -1   | 31/05/2009 (1-0) à Koweït            | 12/10/2010 (1-3) à Koweït             |
| Laos                | 15 | 14 | 1  | 0  | 64 | 4  | 60   | 05/09/1996 (1-1) à Singapour         | 25/03/2025 (5-0) à Thủ Dầu Một        |
| Liban               | 4  | 1  | 2  | 1  | 4  | 4  | 0    | 31/03/2004 (0-2) à Nam Định          | 06/01/2010 (1-1) à Sidon              |
| Macao               | 2  | 2  | 0  | 0  | 13 | 1  | 12   | 29/06/2011 (6-0) à Hô Chi Minh-Ville | 03/07/2011 (7-1) à Macao              |
| Malaisie            | 24 | 15 | 3  | 6  | 34 | 24 | 10   | 30/11/1991 (1-2) à Manille           | 10/06/2025 (0-4) à Kuala Lumpur       |
| Maldives            | 2  | 1  | 0  | 1  | 4  | 3  | 1    | 18/02/2004 (4-0) à Hanoï             | 13/10/2004 (0-3) à Malé               |
| Mongolie            | 2  | 2  | 0  | 0  | 5  | 0  | 5    | 10/02/2001 (1-0) à Dammam            | 17/02/2001 (4-0) à Dammam             |
| Mozambique          | 1  | 1  | 0  | 0  | 1  | 0  | 1    | 23/06/2012 (1-0) à Hô Chi Minh-Ville |                                       |
| Népal               | 2  | 2  | 0  | 0  | 7  | 0  | 7    | 27/09/2003 (5-0) à Incheon           | 21/10/2003 (2-0) à Mascate            |
| Oman                | 4  | 0  | 0  | 4  | 1  | 12 | -11  | 29/09/2003 (0-6) à Incheon           | 24/03/2022 (0-1) à Hanoï              |
| Ouzbékistan         | 3  | 0  | 0  | 3  | 1  | 8  | -7   | 15/10/2013 (1-3) à Tachkent          | 13/10/2023 (0-2) à Dalian             |
| Palestine           | 2  | 1  | 0  | 1  | 3  | 3  | 0    | 09/11/2014 (1-3) à Hanoï             | 11/09/2023 (2-0) à Nam Định           |
| Philippines         | 16 | 12 | 2  | 2  | 33 | 14 | 19   | 26/11/1991 (2-2) à Manille           | 18/12/2024 (1-1) à Manille            |
| Qatar               | 6  | 2  | 1  | 3  | 5  | 14 | -9   | 11/04/1993 (0-4) à Doha              | 09/10/2013 (2-1) à Doha               |
| Russie              | 1  | 0  | 0  | 1  | 0  | 3  | -3   | 05/09/2024 (0-3) à Hanoï             |                                       |
| Singapour           | 22 | 10 | 8  | 4  | 26 | 14 | 12   | 13/04/1993 (2-3) à Doha              | 29/12/2024 (3-1) à Việt Trì           |
| Sri Lanka           | 4  | 1  | 3  | 0  | 7  | 6  | 1    | 25/08/2000 (2-2) à Hanoï             | 01/12/2002 (2-2) à Colombo            |
| Syrie               | 4  | 2  | 1  | 1  | 3  | 1  | 2    | 14/11/2009 (0-1) à Hanoï             | 20/06/2023 (1-0) à Nam Định           |
| Tadjikistan         | 2  | 0  | 0  | 2  | 0  | 8  | -8   | 04/05/1997 (0-4) à Douchanbé         | 01/06/1997 (0-4) à Hô Chi Minh-Ville  |
| Taipei chinois      | 4  | 3  | 1  | 0  | 11 | 4  | 7    | 04/08/1996 (4-1) à Hô Chi Minh-Ville | 22/03/2017 (1-1) à Hanoï              |
| Thaïlande           | 31 | 5  | 9  | 17 | 27 | 53 | -26  | 10/12/1995 (1-3) à Chiang Mai        | 05/01/2025 (3-2) à Bangkok            |
| Turkménistan        | 6  | 1  | 0  | 5  | 4  | 12 | -8   | 11/05/1997 (1-2) à Achgabat          | 24/10/2012 (0-1) à Hô Chi Minh-Ville  |
| Yémen               | 1  | 1  | 0  | 0  | 2  | 0  | 2    | 16/01/2019 (2-0) à Al-Aïn            |                                       |
| Zimbabwe            | 1  | 0  | 0  | 1  | 0  | 6  | -6   | 26/02/1997 (0-6) à Kuala Lumpur      |                                       |